# Hymn Paragwaju
Paraguayos, Républica o muerte („Paragwajczycy, republika albo śmierć”) – hymn państwowy Paragwaju. Został on przyjęty w 1934 roku. Słowa napisał Francisco Esteban Acuña de Figueroa, a muzykę skomponował Francisco José Debali.

## Oficjalne słowa hiszpańskie
A los pueblos de América, infausta,
tres centurias un cetro oprimió,
Mas un día soberbio surgiendo,
¡basta!, dijo ... y el cetro rompió.
Nuestros padres, lidiando, grandiosos,
ilustraron su gloria marcial,
y trozada la augusta diadema,
enalzaron el gorro triunfal.
¡Paraguayos, República, o muerte!
Nuestro brío nos dio libertad:
ni opresores, ni siervos alientan
donde reinen unión e igualdad.
Nueva Roma, la Patria ostentara
dos caudillos de nombre y valer,
que rival, cual Romulo y Remo
dividieron gobierno y poder.
Largos años, cual Febo entre nubes
vióse oculta la perla del Sud,
hoy un Héroe grandioso aparece
realzando su gloria y virtud...
¡Paraguayos, República, o muerte!
Nuestro brío nos dio libertad:
ni opresores, ni siervos alientan
donde reinen unión e igualdad.
Con aplauso la Europa y el Mundo
la saludan y aclaman también
de heroísmo baluarte invencible,
de riquezas magnifico Edén.
Cuando en torno rugió la Discordia
que otros pueblos fatal devoró,
paraguayos; el suelo sagrado,
con sus alas un ángel cubrió.
¡Paraguayos, República, o muerte!
Nuestro brío nos dio libertad:
ni opresores, ni siervos alientan
donde reinen unión e igualdad.
¡Oh, cuán pura, de lauro ceñida,
dulce patria, te ostentas así!
En tu enseña se ven los colores
del zafiro, diamante y rubí.
En tu escudo que el sol ilumina
bajo el gorro se mira al león.
Doble imagen de fuertes y libres
y de glorias, recuerdo y blasón.
¡Paraguayos, República, o muerte!
Nuestro brío nos dio libertad:
ni opresores, ni siervos alientan
donde reinen unión e igualdad.
De la tumba del vil feudalismo
se alza libre la patria Deidad;
opresores ¡doblad la rodilla!,
compatriotas ¡el Himno entonad!
Suene el grito: ¡República o muerte!
Nuestros pechos lo exhalen con fe
y sus ecos repiten los montes,
cual gigantes poniéndose en pie.
¡Paraguayos, República, o muerte!
Nuestro brío nos dio libertad:
ni opresores, ni siervos alientan
donde reinen unión e igualdad.
Libertad y Justicia defiende
nuestra Patria, ¡Tiranos, oíd!
De sus fueros la carta sagrada
su heroísmo sustenta en la lid.
Contra el mundo si el mundo se opone,
si intentare su prenda insultar,
batallando vengarla sabremos
¡Oh, abrazados con ella expirar!
¡Paraguayos, República, o muerte!
Nuestro brío nos dio libertad:
ni opresores, ni siervos alientan
donde reinen unión e igualdad.
Alza, oh, pueblo, tu espada esplendente
que fulmina destellos de Dios,
no hay más medio que libre o esclavo
y un abismo divide a los dos.
En las auras el himno resuene,
repitiendo con eco triunfal:
¡A los Libres, perinclita gloria!
¡A La Patria, laurel inmortal!
¡Paraguayos, República, o muerte!
Nuestro brío nos dio libertad:
ni opresores, ni siervos alientan
donde reinen unión e igualdad.